# Fred Harthaus
Alfred „Fred“ Harthaus (* 18. September 1908 in Gera; † März 1991) war ein deutscher Fußballspieler und -trainer.

## Karriere
Der Mittelfeldspieler spielte aktiv vor dem Zweiten Weltkrieg bei der SpVgg Gera. Von 1933 bis 1934 spielte er für den FC Thüringen Weida. Danach wechselte er zum 1. Jenaer SV 1903, wo er bis 1940 spielte. Für Jena bestritt er 10 Endrundenspiele um die deutsche Fußballmeisterschaft. 1940 wechselte er zu Kickers Offenbach, wo er bis zum Kriegsende blieb. In den Saisonen 1941/42 und 1942/43 kam er für den OFC noch dreimal in der Endrunde zur deutschen Meisterschaft zum Einsatz. Er soll für die Kickers auch in der Saison 1946/47 noch gespielt und 1947 seine aktive Laufbahn beendet haben.
Nach dem Krieg ließ er sich im Ruhrgebiet nieder und verbrachte Teile seiner Trainerkarriere bei örtlichen Vereinen. Zu Beginn der Saison 1947/48 wurde er auf Initiative von Fußballobmann Hans Gruber als Nachfolger des Spielertrainers Hennes Hoffmann aus Westerholt zum Duisburger SpV geholt, wo er von 1947 bis 1948 als Trainer tätig war. Der Duisburger SpV spielte damals in der Gruppe 3 der Landesliga Niederrhein. Gleichzeitig trainierte er noch den damaligen Bezirksklassenverein VfB Bottrop. Harthaus wurde mit dem Duisburger Spielverein Gruppensieger und qualifizierte sich für die Aufstiegsrunde zur Oberliga West. Die Duisburger scheiterten jedoch an Rot-Weiss Essen. Am 23. Mai 1948 verlor der DSV das Heimspiel mit 1:3. Harthaus wechselte danach in die Oberliga Nord zum FC St. Pauli, den er bis April 1950 trainierte. Dort wurde er im April 1950 durch Walter Risse als Trainer abgelöst. Noch in derselben Saison übernahm er am 30. Spieltag der Saison 1949/50 das Training des VfL Osnabrück als Nachfolger von Rudolf Oehme. Auch in der Saison 1950/51 trainierte er die Osnabrücker, mit denen er den 4. Platz in der Oberliga Nord erreichte. Danach wechselte er zum FSV Frankfurt, den er in der Saison 1951/52 trainierte. Nach einer Trainertätigkeit beim TSV 1860 München in der Saison 1952/53 kehrte er 1953 als Nachfolger von Herbert Spartz zum Duisburger SpV zurück, den er bis 1958 trainierte. Bereits in seinem ersten Jahr nach der Rückkehr erreichte er die Meisterschaft in der 2. Liga West und stieg mit dem DSV in die Oberliga West auf. 1958 ging er zu Hamborn 07, wo er bis 1963 blieb. Er konnte sich nicht für die Bundesliga qualifizieren und übernahm von 1963 bis 1965 das Traineramt bei Rot-Weiss Essen in der Regionalliga West. Von 1965 bis 1967 trainierte er Eintracht Duisburg, wo er im Februar 1967 aufgab und den Bonner SC übernahm. In der Saison 1967/68 trainierte Harthaus die SpVgg Bad Pyrmont. Dort war er der erste Trainer des Vereins, der die Mannschaftsaufstellung entschied. In der Saison 190/71 löste er bei Tennis Borussia Berlin Trainer Günter Brocker nach 21 Liga-Spielen als Interims-Trainer ab.

## Trivia
Harthaus wurde seiner Erfolge bei verschiedenen Mannschaften im Raum Duisburg wegen ehrenvoll der „Herberger vom Niederrhein“ genannt. Er galt als Original. Insbesondere seine „Dönekes vom Militär“ wurden als legendär bezeichnet; er berichtete, dass er sich, wenn es Ernst wurde, stets bis in die hinterste Reihe gemogelt hätte. Als er bei seiner Trainerprüfung die Frage erhielt, was denn der Mittelkreis zu bedeuten hätte, soll er geantwortet haben: „Ach wissen Sie wat, damit kann ich auch keine Spiele gewinnen“.

### Übersicht der Vereine
- 1947–1948 Duisburger SpV
- 1947–1948 VfB Bottrop
- 1948–1950 FC St. Pauli
- 1950–1951 VfL Osnabrück
- 1951–1952 FSV Frankfurt
- 1952–1953 TSV 1860 München
- 1953–1958 Duisburger SpV
- 1958–1963 Hamborn 07
- 1963–1965 Rot-Weiss Essen
- 1965–1967 Eintracht Duisburg
- 1967 Bonner SC
- 1967–1968 SpVgg Bad Pyrmont